# Evangeličanska cerkev, Lendava
Evangeličanska cerkev je v kraju Lendava in Občini Lendava. Spada v cerkveno občino Lendava. 

## Začetki cerkvene občine
Prve pisne dokumente najdemo v letu 1899. Leta 1902 je škofija poslala tri seniorje naj se na kraju samem pozanimajo o dejanskem stanju in željah vernikov. Omenjeni so dne 29. maja 1902 prišli v Lendavo in se sestali z verniki. Na tem srečanju so se dogovorili, da bodo ob danih možnostih pričeli z gradnjo cerkve. Dne 8. sept. 1902 so bili verniki povabljeni na občni zbor. Enoglasno in z velikim navdušenjem je bila sprejeta odločitev, da Lendava postane matična gmajna. Novo nastala cerkvena občina je bila brez cerkve, župnišča in drugega premoženja.  

## Darovalci
Dne 15. maja 1900 je v svoji oporoki vernik zapustil cerkveni občini zemljišče s staro hišo. Leta 1906 so tu sezidali župnišče. Princ Nikolaj Esterhazy je z darilno pogodbo podaril cerkveni občini zemljišče za zidanje cerkve in šole. Na tem prostoru je dala gmajna leta 1908 zgraditi šolo in učiteljsko stanovanje. Darovalcev pa je bilo še več. Kljub težavam, ki jih je prinesla prva svetovna vojna, pa cerkvenoversko življenje ni zamrlo. Leta 1919 je bilo Prekmurje priključeno k Sloveniji in na novo ustanovljeni Jugoslaviji.  

## Gradnja cerkve
Leta 1925 je gmajna sklenila, da ne bo zidala stolpa k obstoječemu objektu, temveč bo, če je le mogoče, gradila novo cerkev. Še naprej je potekala akcija za zbiranje sredstev za gradnjo cerkve. Zaradi velikih podražitev gradbenega materiala v letu 1929 je morala gmajna prenehati z gradnjo cerkve.
Leta 1931 so na občnem zboru sklenili, da je glede gradnje cerkve potrebno nekaj storiti. Zaradi vojnih razmer je veliko zbranih sredstev propadlo. Duhovnika so zaprosili, naj poskrbi za primeren načrt za novo cerkev pri pristojnih organih v Csorni na Madžarskem. Načrti so bili pripravljeni še istega leta in tako je cerkvena občina dne 25. junija 1931 zaupala gradnjo cerkve podjetniku Jožefu Ašerlu. Dne 9. avgusta 1931 so svečano položili temeljni kamen cerkve. Na slovesnosti je bilo prisotnih veliko vernikov, pa ne le evangeličanov, temveč tudi katoličanov. 
Dne 25. okt. 1931 sta bila posvečena dva zvonova v novem stolpu. Jeseni je bila cerkev že pod streho. Zaradi nakopičenih dolgov je v naslednjem letu gradnja cerkve zastala. Kljub mnogim težavam je bila leta 1934 gradnja cerkve končana. Ob prisotnosti velikega števila vernikov iz celega Prekmurja je dne 16. septembra 1934 cerkev blagoslovil dr. Filip Popp, zagrebški škof. Svečanosti so se udeležile tudi mnoge znane osebnosti javnega življenja. Cerkvena občina pa je na novo zaživela in pridobila na ugledu. 
Danes spadajo k lendavski cerkveni občini naslednje vasi: Lendava ( mesto ), Dolina, Čentiba, Tri mlini, Petišovci, G. in D. Lakoš, Dobrovnik, Kapca, Žitkovci, Genterovci, Dolga vas, Gaberje, Radmožanci.

## Arhitektura
Cerkev iz 1934 je zelo neenotnega videza. Stavba, ki ima čokati stolp je nizka. Stolp je ob desni strani vhodnega pročelja. Vhod s timpanonom ( ploskev med preklado in lokom nad portalom, nadvratno čelo ) je pomaknjen izven osi pročelja.
Cerkev stoji v mestnem jedru, v južnem delu.